# Siphona xanthogaster
Siphona xanthogaster là một loài ruồi trong họ Tachinidae.